# Битва при Бреслау
Битва під Бреслау — битва, що відбулася 22 листопада 1757 року в Бреслау (зараз — Вроцлав, Польща) під час Семирічної війни. Прусська армія чисельністю 28 000 чоловік зустрілася з австрійською армією чисельністю 84 000 чоловік. Пруссаки стримали австрійську атаку, втративши 6000 чоловік проти 5000 втрат австрійців, але через день пруссакам довелося відступити. 25 листопада 1757 року гарнізон Бреслау здався.

## Семирічна війна
Хоча Семирічна війна була глобальним конфліктом, вона була особливо інтенсивною на європейському театрі внаслідок нещодавно завершеної Війни за австрійську спадщину (1740—1748). Аахенський мир 1748 року надав Фрідріху ІІ, відомому як Фрідріх Великий, процвітаючу провінцію Сілезія як наслідок Першої та Другої Сілезьких війн. Імператриця Марія-Терезія підписала договір, щоб виграти час для відновлення своїх військових сил і створення нових союзів; вона мала намір відновити панування в Священній Римській імперії. У 1754 році ескалація напруженості між Великобританією і Францією в Північній Америці надав французам можливість подолати британське панування в атлантичній торгівлі. Бачачи можливість повернути свої втрачені території та обмежити зростаючу владу Пруссії, Австрія відклала старе суперництво з Францією, щоб сформувати нову коаліцію. Зіткнувшись із таким поворотом подій, Великобританія сформувала союз із Прусським королівством; цей союз охоплював не лише території британського короля, які перебували в персональній унії, включаючи Ганновер, але також і території його родичів у Ганноверському королівстві і Гессен-Кассельському ландграфстві. Ця серія політичних маневрів стала відомою як Дипломатична революція.
Захопивши Саксонію, Фрідріх провів кампанію в Богемії та 6 травня 1757 року розгромив австрійців у битві під Прагою . Дізнавшись, що французькі війська вторглися на територію його союзника Ганноверу, Фрідріх вирушив на захід. 5 листопада 1757 року він переміг об'єднані французькі і австрійські війська у битві при Россбаху. За його відсутності австрійцям вдалося відвоювати Сілезію: принц Карл Лотаринзький зайняв місто Швайдніц і рушив на Бреслау в Нижній Сілезії.

### Передумови
Герцог Брюнсвік-Бевернський мав утримати Сілезію силою в 32 тис. війська. Невдовзі виявилося що це важке завдання, оскільки йому довелося зіткнутися з переважаючими австрійськими силами, чия основна армія чисельністю 54 000 чоловік очолювалася принцом Карлом Олександром Лотарингським і графом Леопольдом Йосифом фон Дауном. Також приєдналося 28-тисячне військо Франца Леопольда фон Надашді. Незважаючи на абсолютну перевагу, австрійці спочатку намагалися уникнути бою.
14 жовтня, після того, як корпус Надашді був посилений до 43 000 військових, австрійці оточили Швайдніц. Місто здалося 13 листопада. До того часу Брюнсвік-Бевернському вдавалося тримати в бою основну австрійську армію. Однак після приєднання корпусу Надашді сили австрійців були значно підсилені.
В результаті додаткових підкріплень командування австрійської армії відмовилося від своїх позицій і вирішило розпочати негайну атаку на пруссаків. Їхній намір полягав у тому, щоб взяти Бреслау до того як прибудуть основні прусські сили, щоб вони не могли перезимувати в Сілезії.
Пруссаки мали понад 40 батальйонів і 102 ескадрони (загальною чисельністю 28 400 чоловік). Австрійська армія складалася з 96 батальйонів, 93 гренадерських рот, 141 ескадрону та 228 гармат (разом 83 606 військових).

## Хід битви
Принц Карл Олександр Лотаринзький атакував прусські війська 22 листопада в околицях Бреслау, між селами Козел і Гребшен, розпочавши бій з канонади. Пруссаки, які укріпилися в навколишніх селах, були атаковані в трьох окремих точках. Після того, як австрійці змогли захопити кілька сіл, вони укомплектували їх гаубицями та посилили канонаду, після чого герцог Брюнсвік-Беверну зібрав десять полків разом і розпочав контратаку. Розпочалася важка кровопролитна боротьба за села, в якій пруссакам вдалося досягти кількох вирішальних успіхів проти переважаючих австрійських сил. Так і не було встановлено, чи хотів прусський герцог очолити ще одну контратаку наступного дня чи відступити. Тим не менш, пруссаки відступили. Таким чином, поле битви було залишено принцу Карлу Лотаринзькому і пруссаки повернулися через Бреслау до Глогау.
За весь день битви, австрійці втратили 5723 чоловік, а пруссаки 6350 чоловік.

## Підсумки
Після відступу прусської армії 10 батальйонів під командуванням генерала Лествітца залишилися у фортеці Бреслау. Австрійські війська негайно взяли в облогу під керівництвом генерала Надашді. Населення міста, що підтримувало австрійців, ускладнювало оборону пруссаків, оскільки громадяни не тільки тиснули на Лествітца, щоб той звільнив фортецю, але й допомагали прусським дезертирам.
Бойовий дух прусської армії був надзвичайно низьким через їхню поразку на полі бою та високу частку новобранців, які служили в армії. Дисципліна була на критичному рівні. Лествітц здався в ніч на 25 листопада за умови, що йому буде дозволено безперешкодно відступити. З 4227 прусських солдатів лише 599 вийшли в Глогау; решта дезертували.
Фрідріх йшов на захід, щоб допомогти своїм британським союзникам захистити Ганновер. Через поразку під Бреслау Фрідріх був змушений повністю змінити плани своєї кампанії. Однак перед тим, як змінити свій курс, він завдав серйозної поразки союзним силам Франції та Австрії в битві під Росбахом. Після битви він змінив курс і за 12 днів подолав 272 км до Лойтену. Там 4 грудня він виконав геніально продуманий план маневру та хитрощів, обдуривши принца Карла Лотаринзького та Леопольда фон Дауна. Після його вирішальної перемоги під Лойтеном більшість австрійців, які захищали Бреслау його покинули, хоча вони залишили гарнізон із 17 000 чоловік із запасами та боєприпасами під командуванням Соломана Шпрехера фон Бернегга . Після короткої, але жорстокої облоги Фрідріх змусив місто капітулювати наприкінці грудня 1757 року .